# Славяносербская волость
Славяносе́рбская во́лость — историческая административно-территориальная единица Славяносербского уезда Екатеринославской губернии.
По состоянию на 1886 год состояла из 4 поселений, 2 сельских общин. Население — 3 319 человек (1 694 мужского пола и 1 625 — женского), 549 дворовых хозяйств.
|                        | Площадь, десятин | В том числе пахотной, дес. |
| ---------------------- | ---------------- | -------------------------- |
| Сельских общин         | 8734             | 3932                       |
| Казенной собственности | 567              | 30                         |
| Другой собственности   | 178              | 100                        |
| В целом                | 9479             | 4062                       |

Поселения волости:
- Жёлтое — некогда бывшее государственное село при реке Северский Донец в 9 верстах от уездного города, 2 087 человек, 357 дворов, православная церковь, 2 лавки, 2 ярмарки в год.
- Некогда бывшее государственное село при Славяносербске — 1 126 человек, 176 дворов.